# 死がふたりを分かつまで
『死がふたりを分かつまで』（しがふたりをわかつまで）は、原作：たかしげ宙、作画：DOUBLE-Sによる日本の漫画。『ヤングガンガン』（スクウェア・エニックス）にて、2005年12号から2015年23号まで連載。単行本は全26巻。
物語中盤から、たかしげ宙原作の『ALCBANE』、七月鏡一原作の『JESUS 砂塵航路』ならびにその関連作とのクロスオーバー作品としてストーリーが展開されている。七月鏡一とのクロスオーバー企画となったきっかけは、ヒーロークロスラインに参加して得たノウハウ等を活用できないかと、たかしげから七月に持ちかけたことだったという。
連載終了後、本作品世界で展開される読み切り『エレメンツ・ネットワーク』（作画：衣谷遊）が『ヤングガンガン』2016年21号に掲載された。

## あらすじ
的中率90パーセント以上という予知能力を持つ少女・遠山遥と、対犯罪者自警団「エレメンツ・ネットワーク」のエージェントで剣術の達人である盲目の青年・土方護。暴力団に拉致されていた遥は、隙を見て車内から繁華街へと逃げ出し、通りすがりの護に助けを求める。「死がふたりを分かつまで」という護衛期間を希望する遥に対し、成り行きで護衛を引き受けた護は暴力団を単身で一蹴。やがて2人は、ネットワークのサポートの下、自分たちを取り巻く裏社会の戦いに身を投じるようになる。

## 登場人物

### エレメンツ・ネットワーク
犯罪被害者・遺族が集い、インターネットを通した匿名の情報交換と、実動員による「犯罪者狩り」を行う秘密自警団。様々な国籍の人間が集まった世界規模の組織だが、都市伝説的に名前が知られているのみで、その実態を知る者は極めて少ない。構成員からは資金や技術の提供も行われる。実働隊による殺人はタブー視されている。

#### チーム『ブレード』
護を中心とする実働部隊。ネットワーク内では、チームではなく護個人を指して『ブレード』と呼ぶこともある。敵からは、その戦い方から『サムライ』と呼ばれることもある。
土方 護（ひじかた まもる）
本作の主人公。ネットワーク実働隊の一員で、最新テクノロジーによって製作された仕込み杖「断罪」を振るう古流剣術の達人。過去の負傷により視力を失っており、周囲に超音波を発しその音響データを網膜に投影する特殊サングラスによって視力を代替している。年齢は推定30歳前後。甘党で、遥のために買ったケーキを一番多く食べたこともある。
無愛想な皮肉屋で、冷酷かつ狡猾な面もあるが、正義感は強い。「古流剣術の麒麟児」と評されるほどの剣術の才能を持つ一方で、稲葉に「剣鬼」と呼ばれ、自らを「一般社会不適格者」と称するほど剣術に対する思い入れが強く、常に実戦を意識して生活を送っている。そのため、剣を振るい自己を研鑽するための戦場を求め続けており、強敵に遭遇し自らが不利な戦況に陥っても、その度に嬉々として事態を受け入れている。どんな場所でも睡眠をとることができる。剣術や任務に関する話題以外はほとんど口にしない一方、剣術に関する話題では饒舌な教え魔になり、教官としての指導力はワイズマンも「教え上手」と認めている。
真壁派一刀流を始めとして、水鴎流や示現流など数々の古流剣術の心得があり、五輪書などの古典にも精通している。実際の戦闘においては、剣術による近接戦闘を中心に、状況に応じて投げナイフや格闘技も用いる。野太刀の扱いにも長け、長巻も使いこなせる旨の発言をしているが、自身は打刀の扱いを最も得意とすると語っている。近接戦闘のエキスパートでなおかつ盲目であることから、爆発物が使われにくく、戦闘が接近戦になりやすい都市部で主に活動している。サングラスによる視覚補助がなくとも、ちょっとした空気の動きや殺気、地面へのわずかな衝撃などを察知することで敵の動きを捉えることができる。また、そうした優れた感覚の持ち主であるが故に、サングラスによる視覚補助がない時は敵との間合いを取ることが極端に難しくなり、より感覚に頼ることになるので相手への手加減（致命傷を避けるなど）ができなくなる。
10歳前後の幼い頃、飲酒運転の暴走車に巻き込まれて両親を亡くし、祖父・勝之進に引き取られて直心影流の手ほどきを受けた後、真壁一志の弟子として真壁派一刀流を学ぶようになった。祖父の死後は真壁の内弟子となり、中学生の頃には、後にその内容を聞いた源田が驚愕するほど常軌を逸した稽古を積み続けていた。この頃に両親を死に追いやった殺害犯の男が道端で泥酔しているのを目撃しており、その際に抱いた感情が彼を剣鬼の道に誘う二度目の転機となっていると思われる。青年に成長し真壁派一刀流の師範代となった後は、真壁を稽古中に死に追いやり、一時期暴力団を相手に喧嘩を売り歩いていた。その後、稲葉から噂を聞きつけた巽からスカウトを受け、ネットワークに参加。銃器の扱いを始めとする現代戦の訓練を受けた後、チェチェン共和国のTPC部隊壊滅任務に加わるが、その時の負傷により視力を失い、目から額にかけて傷痕が残る。この時のTPCとの交戦をきっかけに、TPCに対して嫌悪感と憎悪感を滲ませるようになった。このため、ジーザスが敵対する「24」がTPCに参加した際、ジーザスやイージスらと共に「24」壊滅に乗り出している。
ネットワーク内では実力は高く評価されているものの、その経歴や、犯罪者に対する極端と言えるほど過激な姿勢、度を越して求道的な剣術への取り組み方のために、エージェントとしての存在を危険視する構成員も少なくない。
遥を表の世界に戻すため後にネットワークを離脱、ジーニらと手を組んでザシド・トゥルスの暗殺を企て、漆黒部隊を率いてデュハナに潜入している。誘い出したザシドと相討ち覚悟の勝負を行うが、遥の介入で水入りとなる。ザシドが内通・叛逆者を集めた場に潜入し再び対峙、脳のスリップ現象を利用した技「時雨」によって勝利をおさめる。ガルボアのマネージメントを引き受けた遥とひとまず別れ、7年後迎えに来た。
遠山 遥（とおやま はるか）
本作のヒロイン。中学1年生の少女。的中率90パーセント以上の予知能力を持ち、その能力のためにあらゆる組織から身柄を狙われ、後にエジー・トゥルスから5億ドルもの懸賞金をかけられた。護が自分の命を救ってくれると予知し、角鳳会に拉致されたところを逃げ出して通りすがりの護に助けを求め、ネットワークに保護された。
その予知能力はあらゆる事象の将来を正確に見通すものではなく、自分に関わる人間の、高い確率で起こり得る比較的近い未来が見えるのみである。またその予知に基づいて危険を避けるべく行動しても、被害を最小限に留めるだけに過ぎない場合もある。また予知は、本人の意志に関わらず唐突に脳裏に浮かぶ。
当初は周囲に気を遣って大人しく礼儀正しく振舞っていたが、本来は年相応のおてんばな性格をしており、護と行動を共にしているうちに元々の人間性が表に出るようになった。護については「未来の夫」となることを予知しており、生命を預けるほど絶対的な信頼を寄せている。護身用として射出式スタンガンを内蔵し、ストロボ機能なども組み込まれたスマートフォンを所持している。
護に守られるだけでなく、予知能力を用いて護の補佐も行っている。護がワイズマンの策略に追い詰められ、自らを鍛え直すべく北海道へ渡った際それに同行し、護と稲葉の指導を受けて恐怖心を制御する心構えを身に着けた。その後、潜入捜査のため年齢を偽り、様々な裏社会の勢力が入り乱れる藍東学園高等部に転入する。一時は「橘 春名（たちばな はるな）」という偽名を使っていたが、藍東学園では本名を名乗っている。
護による暗殺計画を阻止するべく、ネットワークの協力を得て編成されたチーム「UDDUP」を率い、デュハナに潜入している。相討ち覚悟で戦う護を自身を引き換えにして止める。当初はザシドの後継者候補を産む母体として見られていたが、その才覚から遥自身の感情を慮った扱いをしてでも手中に置く価値を認められる。護の勝利によってジーニに託されたガルボアのマネージメント役を引き受ける。一般社会で暮らしながら仕事をつづけ、7年後迎えに来た護と結婚式を行う。
井川 良太郎（いがわ りょうたろう）
護のサポート役。電子機器を始めとする各種機械の製作・制御に精通しており、護用の特殊サングラスの他、様々な機器を用いて護のバックアップを行う。自ら改造した指令車を運転し、任務の際には様々な形で護をサポート、サングラスのスピーカーを介して指示も出す。
年齢は20代後半。ドレッドヘアーにピアスをし、腕に入れ墨を彫っているなど軽薄な外見・行動をしているが、根は真面目な性格で頭の回転も速い。過去に通り魔犯罪で妹・真帆を亡くしている。常識的な性格で、チームメイトらの破天荒な行動に頭を悩ませる場面も多い。このため、物語序盤では護から「覚悟が足りない」と指摘されたことも。ワイズマンの策略により戦線を一時離れた護の後に伊吹大と新たにチームを組んだが、護の復帰により伊吹と共に再びチームを組んだ。ワイズマンによれば、偶然に護と遥の二人とチームを組んだことにより、強いチームができたと言わしめたほど、サポートに関しては一流であることを窺わせている。そのサポートについては護もまた信頼を置いている節が窺え、普段他人を頼らない護から頼まれごとをされた経験のある数少ない人物である。また、剣や任務以外の会話をしない護と、時折世間話をする光景も見られる。
護の計画に協力するため共にネットワークを離脱してデュハナに潜入し、技術担当としてサポートしている。
伊吹 大（いぶき だい）
ワイズマンの策略により一時戦線を離れ、北海道に修業に赴いた護の代わりに井川とコンビを組むことになったネットワーク実働員。銃弾を弾くボディスーツを身に纏い、特殊バイク「ブケファロス」を駆って犯罪者を追い詰める。護の帰還後も、そのままチームブレードの一員として活動している。
総重量57kgにも及ぶ防弾・耐衝スーツを身に纏いながらバイクを縦横無尽に操る運動能力の持ち主で、巽から直接指導を受け、専用マシンとしてブケファロスを提供されるなど、その素質は高く評価されている。自身もバイクの操縦テクニックに関しては絶対的な自信を持っており、ファイブ・ミニッツ・ギャング事件ではバイクで逃走する犯人に、テクニックで負かしてやると挑発したほど。しかし護やジュリエットにはエージェントとして子供扱いされており、隙あらば一撃打ち込もうと護に不意打ちを仕掛けては失敗している。また直情的な性格をしばしば周りに諌められている。
戦闘後にアイスを食べたり、日常でもよく飴を舐めていたりするなど、甘い物を頻繁に口にしている。猫を1匹飼っている。遥らのデュハナ潜入部隊の一員に加わっている。

#### チーム『THE WALL』
対国際犯罪チーム。大規模部隊で豊富な装備を有する。メンバーはNATOフォネティックコードで呼ばれる。チーム名の由来は「当たり前にそこにある。そして必要な物としての『壁』」。本名が明らかになっている人物は、コードネームに併記する。
アルファ / ジャック・ガービー
『THE WALL』指揮官。顔の左半分に大きな傷跡がある。指揮官として卓越した能力を持っており、護を危険視してはいるが互いに実力を認め尊敬し合っている。護と同じく狡猾な一面がある。
元グリーンベレーの隊員で、世界各国の特殊部隊・精鋭部隊に所属した経験がある。勲章を7回授与され、後にCIFAで教官を兼任するなど華々しく活躍していたが、3年前に除隊し表舞台から姿を消した。
フォックストロット
警察犬並と形容される程の嗅覚を持っている。コードネームが長いため、フォックスという略称で呼ばれている。
インディア
フォックスと共にエジー・トゥルスらを尾行中に負傷し、警察病院にて源田に尋問された。犯罪に巻き込まれ子供を亡くしているという。
シエラ / セリーナ
白人女性。遥の身の回りの世話と護衛のために、チームブレードに派遣された。FN P90とグロック18を用いる。
キロとは元夫婦で、キロとの間に生まれた娘をテロリストに殺害され、娘と歳の近い遥のことを我が子の様に思っている。ファングとの戦闘で重傷を負って入院、退院後は稲葉の元に赴いて弟子入りを志願し、棒術を学ぶ。
稲葉に弟子入りしたことでチームを離脱したため、その後のコードネームを「エラン」とし、遥らのデュハナ潜入部隊の一員に加わっている。合流後はネットワークの技術を用いた数種類の形態に可変する極めて携帯性に優れた武器を使用している。
パパ
握力170kgを誇る巨漢。その膂力で救出作戦の際には救出対象者の運搬役も務める。
キロ
部隊で一、二を争う隠密行動のエキスパートで、ナイフの扱いを得意とする。シエラの元夫でもある。新宿御苑で護に助けられ、その借りを返すためにしばらくチームブレードと行動を共にしていたが、遥を庇って負傷し入院した。
ジュリエット
褐色の肌を持つ女性。変装・潜入を得意とする。ファングとの戦闘で負傷したシエラの代わりに、遥の護衛要員として派遣された。相手の性格を手早くプロファイリングするために挑発的な口の利き方で相手を怒らせることが多い。過去に受けた暴行により、子供を産むことが出来ない体になっている。そのため、子供を産める身体でキロという相手が存在するシエラに羨望を抱いている様である。
護の離脱後は隊に戻っていたが、角鳳会壊滅後に再びチームブレードに合流、後に遥らのデュハナ潜入部隊の一員に加わっている。

#### その他構成員
台場 巽（だいば たつみ）
エレメンツ・ネットワーク管理人。24歳。本人曰く、精神鑑定の結果では11歳であり大人の態度は演技とのこと。世界最大の検索サイト「MENTOR（メンター）」の開発・開設者で、世界的な大富豪の1人。過去に左足に負った傷を治療中で、普段は杖をついて歩いている。
幼い頃に母親を父親に殺害されたトラウマから、精神年齢が当時で止まっており更に人命救助をしないと安眠することができないという極度の不眠症を患っている。その解消のためにエレメンツ・ネットワークを立ち上げた。かつて不眠症の解消のために稲葉に弟子入りするなどして武道に打ち込んだ経験があり、その実力は護も認めるほど高い。
非定型発達であるアスペルガー症候群であり、興味分野における天才的な頭脳の持ち主であるが発達障害であるため非常に神経質で極力他人を排した生活環境を構築している。幹部としてネットワークと構成員の管理を行っている。必要に応じて実働員として現場に赴くこともあるが、本作では左足の治療を優先し、実働員としての活動は行っていない。その後、護のネットワーク離脱に伴い、護の担当を引き継ぐ形で現場に復帰したとされている。
『ALCBANE』の主人公だが、ALCBANEと本作の世界観同士に関連性はない。
SPARC（スパーク）
巽の開発した量子コンピュータと、その中に作られた疑似人格。Super Parallel Algorithm Ressonance Computer（超並列計算共鳴コンピュータ）の頭文字を取って「スパーク」または「スパーキィ」と呼ばれている。「MENTOR」の管理やネットワークのマネジメントを行い、巽の眼鏡やヘルメットなどの端末を介して助言などを行う。遥らのデュハナ潜入部隊のサポートも行っている。
パイロ
爆破・爆発物の専門家。ソフト帽をかぶった男性。ネットワークのエージェントではなく、巽の左足を負傷させてしまった義理で外部から協力している。
単独行動のペナルティで角鳳会の壊滅任務を課せられた護と遥のサポートを、台場の依頼で秘密裏に行った。その後、護の要請で井川の復讐に協力するため、テロに見せかけてビルを爆破し犯人に冤罪を被せた。
巽の現場復帰に伴ってネットワークへの協力態勢から解放され、その後自らの意思で遥らのデュハナ潜入部隊の一員に加わっている。
支倉 美央（はせくら みお）
藍東学園の女性教師。「ニードル」のコードネームを持つエージェントで、護や遥に先行して藍東学園に潜入していた。
ショット/ボルドラ
南アフリカを担当するネットワーク実働隊員。元漆黒部隊の一員で、デュハナがガルボアから分裂した際に亡命し、後にネットワークに参加した。遥らのデュハナ潜入部隊の一員に加わっている。使用武器であるは弓にはエランの持つものと同じ技術が使用されており、上腕部に巻きつく腕輪型から近距離用のショートボウ、遠距離用のロングボウに変化する。

### 警視庁
源田 鉄平（げんだ てっぺい）
捜査一課の刑事。性格は直情的で職業意識が強く、刑事としての勘が非常に鋭く頭の回転も速い。英会話にも堪能。現場での事件解決を第一としており昇進には全く興味がなく、その姿勢から同僚・上司にも支持者が少なからず存在し、警察組織内で「源田会」と呼ばれる本庁・所轄を問わない有志による情報交換会も開かれている。仕事熱心なあまり休日返上で働いており、家族とは4年前に離婚している。ヘビースモーカー。
剣道四段位。真剣を振るう護の攻撃を木刀で凌ぎながら同時に複数の殺し屋を制圧するなど、護をして脅威と言わしめる実力を誇っている。一方、長きにわたって剣道日本一候補と目されているが、公務を優先しているため大会には全く出場していない。職務中は特注のカーボン製特殊警棒を使用しており、銃を抜いたシーンは一度もなかった。
逮捕術に活用しようと古流剣術を学んだ経験があり、その時に真壁派一刀流の師範代だった護と知己を得た。雁人の元同僚でもあり、護り屋を営んでいることも知っている。それらの事情から、ネットワークに関係する事件の捜査に携わることが多い。
「Tea room セイレーン」において、護の過去を取材していたフリージャーナリスト・水沢のインタビューに応えていた際、護の情報を狙って水沢の拉致を目論んだテロリストに単身立ち向かい、首謀者を制圧するも致命傷を負い、遥と護に看取られながら一人も犠牲者を出さなかったことに満足しつつ命を落とした。自分自身の生き死には勘定に入れていないなど、正しく「警察官」という職業を体現した人生であった。
水沢の取材において護の過去を知り、ネットワークに参加しての護の行動から彼への見方を変えつつあるところだった。
升田（ますだ）
源田の部下の若手刑事。態度は弱腰だが、警官としての職業意識は高い。ハイテク犯罪対策総合センターに同期がいる。
堀川（ほりかわ）
強奪者の一件での謹慎が解けた源田と行動を共にしていた若手刑事。やや浮ついた性格で軽薄な言動が目立つが、心の底では立派な警察官になりたいと願っている。遥の祖母が牙の襲撃を受けた際、逃走したい誘惑に駆られたのを押さえこんで祖母を守った。その時に発砲したことで出世コースからは外れたと言われるが、警察官としては一皮向けた様子が見られた。源田刑事の葬式には、彼を死に追いやった元PMCの武装集団を全員逮捕するまで彼には挨拶はしないことを表明し、升田と共に戦いに赴いた。

### ガルボア共和国
アフリカの新興国。元はアパルトヘイトを推し進めていた国で、後に白人国家のガルボア共和国と黒人国家のデュハナ準国に分裂、国際的に国家と認められないデュハナに作り上げられた大規模なブラックマーケットの利益がガルボアへと吸い上げられている。首都・ゾットはデュハナとガルボアの国境線上にあり、分裂は建前でしかないことがわかる。

#### 強奪者（プランダー）
ガルボア共和国が秘密裏に結成したテログループ。様々な企業に技術の受け渡しを要求し、従わない場合は破壊活動を行う。犯行声明を出さず証言も少ない上に、現場の実働員の奥歯に爆弾が仕掛けられ、捕縛されそうになると自爆して証拠を隠滅するため、その実像に迫る情報は少ない。「強奪者」はインターポールがつけた仮称。
エジー・トゥルス
日本における強奪者のリーダー。表向きの立場は在日ガルボア外交官で、ガルボアの実質的支配者であるザシド・トゥルス大佐の息子。ガルボアでも一、二を争う闘士で、父親の後継者であることを鼻に掛け、自分以外の人間は道具と見なしている。
遥の能力に興味を示しガルボアへ拉致しようと目論んだが、護と「THE WALL」によって部隊を壊滅させられ、護に右腕と左脚を斬り落とされた上に、本国から命を狙われるようになった。以来護の殺害に執念を燃やすようになり、護の命に対して1億ドル、遥に対して条件付きで5億ドルの賞金を懸け、裏社会全体の標的に仕立て上げた。
切断された右腕と左脚は治療によって繋ぎ止めたが障害が残って自由に動けなくなり、護の2度目の角鳳会襲撃の際に今度は左腕を切り落とされ、隻腕となった。その後、雁人用の最新義手「名無し（ノー・バディ）」と、米海兵隊の実験無人機「ラプター」を入手し、義手の奪還に来た雁人・源田と対決。右腕を切断・改造して義手を装着し、無人機を併用した戦法で二人を苦しめたが、護に対するトラウマを雁人に突かれて敗北し、義手を奪還され源田に逮捕された。
その後、警察病院での加療中、護の指揮下に入った漆黒部隊によって奪還・拘束され、デュハナへ強制送還。護らによって自らのアジトに監禁される。監禁後は護たちの作戦に利用されデュハナ国内でザシドに対して謀反を起こしたことにされ、救援に来たギドからはクローン培養した手足を与えられるが、未完成な技術ゆえのリスクを伝えられず実験台にされるなど、その傲慢さを虚仮にされ続けている。
古村 鋭一（こむら えいいち）
角鳳会若頭。エジーに軍事訓練を受けたことがあり、会長不在の角鳳会を率いて強奪者に協力する。非常に好戦的な性格で、暴力より利潤を優先する現代日本の暴力団に嫌気が差している。好戦的ではあるが、あからさまな弱い者いじめは嫌うなど古風なヤクザでもある。
角鳳会の親組織である近大組と、近大組に敵対する日山田会を争わせ、漁夫の利を得ようと画策していた。しかし会長の居所を探っていた護にアジトを急襲され、雁人のガードによって難を逃れた後、警察の保護を求めて拳銃不法所持で自首。その後、護がゼルムとンシンフを助けに留置場を襲撃した際に共に脱獄、護らと行動を共にするようになった。ガルボアの一件が片付くと「面白そうだから」という理由でジーザスに同行していった。
牙（ファング）
国際的な一流の殺し屋。トゥルス一族の人間で、エジーから譲られた米陸軍の無人実験機「ビースト」を操る。「牙」という通り名は、無人機のローター刃で殺害された被害者が、牙で裂かれたような無残な遺体となることからつけられた。
護の殺害と遥の奪取をエジーに依頼され、遥の祖母を餌にするなどして護を誘き出し、消音装置を持ち殺気も発さないビーストと様々な戦略で追い詰めたが、最後は無数の投げナイフで瀕死の重傷を負わされ、起死回生のトラップも見破られて敗北した。その後、自分の正体が露見し武器も失った状況に絶望、関係者に護らのデータを引き渡す条件として自分を狙撃させ、入院先の病院で命を絶った。

#### 漆黒部隊（ブラック・ユニット）
デュハナ準国の特殊部隊。デュハナ国内の各部族から選抜された戦士で構成されており、世界有数の危険度を誇ると言われる。ジーニの下、本国での差別撤廃を結束の柱としており、士気は極めて高い。
ジーニと護が交わした契約によって護の指揮下に入る。海路での旅の途上で共に戦力の底上げも含めての訓練を行い、互いに気心は知れつつある。
ジーニ・トゥルス
強奪者のメンバーで、漆黒部隊のリーダー。エジー・トゥルスの後任として日本に派遣された。アフロヘアーでやや丸い体格をした黒人の男性で、どこかふざけたような態度を取っている。よくヘッドフォンで音楽を聞いている。エジーの腹違いの末弟だが、兄弟仲はかなり悪く、父の後継者候補とも認められていない。
エジーの隠し財産と護・遥の懸賞金を狙って強奪者本隊を待たずに来日、藍空医科大学から雁人用の最新義手を強奪してエジーに提供した後、漆黒部隊に命じて藍東学園の戦闘に参入させた。自身もゼルムの教え子であり、体格に似合わない高い身体能力と戦闘力を持つが、本人いわく、「ザシドの息子としては70点」。
藍東学園での一連の戦闘が終結した後、デュハナの将来のため、護と手を組んで父の暗殺を目論み、トランプの指揮権を護に委ねている。護が勝利したことによってザシドに後継者と認められる。
ゼルム
漆黒部隊の教官。杖をついた黒人の老人。「殺人教官（デス・インストラクター）」の異名を持ち、その教育手腕と最新科学を応用した新しい殺人方法のアイデアは天才的と言われる。教官としてだけでなく、半世紀に渡って戦場に身を置いた傭兵で兵士としても一流である。漆黒部隊から自身も含めた精鋭7名を選抜して「トランプ」と命名、指揮官として藍東学園で戦闘を引き起こす。
最終的に拠り所となるのは最新科学技術ではなく個々人の技量であるという持論の持ち主で、最新テクノロジーの応用は基本的に原始的・単純な武器に対してのみに留めている。遥からは、その求道的な姿勢が護に似ていると言われている。所持している杖は、先端が鋭い針状になった細い金属を複数射出して攻撃し、それを瞬時に再び杖に収納する特殊武器である。
漆黒部隊のアジトにて、人質となった遥らを救出しシイダブラ・ガラ・ワウの3名を一度に倒した護と対決、巌流の切り返しの技を受け、左腕を斬り落とされて敗れた。その後、アッシュに対して兵士として欠けている部分を教授し、自爆して果てようとしたところを寸前でアッシュに止められ警察に逮捕されたが、収監されていた留置場からンシンフ、古村と共に護に救出された。
アッシュの師である御堂真奈美の戦友で、かつて戦場で命を救われたことから御堂に対して尊敬の念を抱いている。読書が趣味で、兵法書は孫子や五輪の書も「嗜み」と言いつつ読破している。
シイダブラ
トランプの一員。狙撃手。好戦的で口数が多い。
ガラ
トランプの一員。長身で身体能力が高い。速乾性の「スティッキー・フォーム」や摩擦係数が0.005となる「低摩擦対物剤 (MDS)」が入ったカプセルを利用して相手の動きを封じ、長尺の銃剣を用いて戦う。卓越したバランス感覚をもっており、MDSが散布されたフィールド上でスケーターの様な移動を可能とする。
ワウ
トランプの一員。隊内では若手で、やや直情的な性格。爪のついた硬質セラミック製ナックルダスターを装着し、ボクシングで戦う。ライオンを殴り殺したこともあるという。
デーガ
トランプの一員。体格の良いスキンヘッドの男性。デュハナの支配階級出身（部族長の息子）で、やや強引で傲慢な性格だが、一族がガルボア側の兵に虐殺されるのを目撃した際には怒りを見せている。護からは、トランプの中で数少ない「超一流」と評されている。
目に見えないほど細い糸で繋がれた、特殊素材製の分銅を用いて戦う。分銅は、固いものにぶつかるとそれ以上の速度で反発し、柔らかいものにぶつかるとその運動エネルギーをほぼ全て対象に与える。防御に使用すればマグナム弾の衝撃も吸収できる。
ンシンフ
トランプの一員。小柄な体格。鋭利な刃のついた、特殊ポリカーボネート製で可視光透過率99.98パーセントとほぼ透明に近いブーメランを武器とする。投げられたブーメランは、その透過性と軌道により、肉眼での視認はほぼ不可能となる。漆黒部隊に入ったことで家族を強制労働から解放した過去があり、家族のためにも任務に失敗は許されない立場。もっとも、これは他の隊員でも同じこと。デーガとは同じ部族だが、一族内の身分は平民。
藍東学園にまつわる戦闘で劉伊健との戦闘で負傷した後、源田に敗れ逮捕されたが、留置場に収監されていたところをゼルム、古村と共に護に救出された。
インビジブル
トランプの一員。メタマテリアルを用いた特殊スーツにより全身を透明化しており、護以外には視認できない。テボール、チボールの男女二人組のペアで、優れた隠形術と投げナイフを駆使する。
テボールはダンテ313に潜入した際にジーザスの手助けもしたが、ギドに穏行を見破られて捕われたことを切っ掛けにギドとの繋ぎ役も務める。

#### その他のガルボア関係者
ザシド・トゥルス
ガルボア軍大佐。ガルボア、デュハナ両国を列強から死守している英雄であり、実質的な支配者。「ミスターダークサイド」の異名を取り、デュハナを準国として国家にせず国際法の適用外にし、人体実験などの犯罪の場を提供するなどして両国の裏社会を支配している。エジー、ジーニをはじめ母親の違う数多くの息子を持ち、後継者争いを繰り広げさせている。
人為的な人種交配によって作り出された戦闘部族の末裔。身長197cm、体重107kgだが、体脂肪率は5%以下。視力は20.0を超え、1km内の狙撃は通常の撃ち合いと変わらず、500mの不整地を1分足らずで走破するなど、人間離れした体格・体力と非常に狡猾な頭脳を誇っている。右半身全てを黒く染めた奇異な外見をしている。対外的には入れ墨と思われているが、数10世代に渡る人種交配から発生したモザイク体。インド系の妻からは破壊神シヴァと調和神ヴィシュヌの合一体「ハリ・ハラ」と称されている。妻は表沙汰になっているだけで30人、子供の数は100人を下らないと言われている。妻の中には能力や技術から拉致されてきた者もいるが、それらの女性も女としてザシドを愛するようになっているなど、男性としての魅力も高い。
12歳で実の父親を決闘で縊り殺して一族の支配者となり軍に入る。15歳で敵軍の捕虜100人を自由にした上、素手で虐殺した。これが20年ほど前とのことなので、ザシド自身の年齢は精々30代後半から40前後、よって息子と言っても年長の者との年齢はそれほど離れていない。後継者選定に関しては既に息子たちにはまったく期待しておらず、TPCの技術で自分自身をクローニングしようと考えており、更に完璧な人類とするために予知能力者である遥の遺伝子を狙っている。
人間として最高峰の能力を持つとも評されるが自身の限界も認識しており、弱小国である自国を先進国の食い物にさせない為には歪な国家を作らざるを得ないという必要性から非人道的な所業を行っているだけで、本心から自国の繁栄を目指している。実際遥の能力を理解するや、そうした所業も不必要となる健全な先進国まで躍進しようと方針転換を行った。
タウス、ミサルト、ギド
ザシドの息子たち。これにエジーを加えた4人が現時点での後継者候補でガルボアの特殊部隊「白光部隊（ホワイトユニット）」を率い、デュハナの内陸側の国境と沿岸部を分割して管理している。
内陸部を支配するタウスは類稀な膂力の持ち主で、時代錯誤とも言えるフルプレートアーマーと大鉈を用いて戦い、重機関銃の二丁撃ちをやってのける。
ミサルトは情報局を統括しておりIQも200を超えると言われ、ザシドからも「喰えないヤツ」と認識されている。身体能力も高く、スピードだけなら護を上回っている。
ギドは隻眼の男で、ミサルト曰く「頭のネジがとんでいる」と評される性格破綻者。ザシドの命令でTPCの最重要研究施設「ダンテ313」の警備を行っている。間違っても善人ではないが、飽きっぽい性格ゆえに停滞した状態が我慢ならず、国に変化をもたらせる可能性のある者に力を貸す。
ウララ
ザシドの娘の1人。母親が日系人で日本語が話せるため、遥の監視役となる。年齢は10代半ばから後半と思われ、常人を上回る力を持つも、まだまだ年相応な面も強い。
リカルド・ハインツマン
ガルボア共和国の現大統領。ザシドと組んでガルボアを運営する悪党だが、ワイズマンの弟子と接触している。

### 護り屋
楯 雁人（たて かりと）
『闇のイージス』シリーズの主人公。「イージスの楯」の異名で裏社会に知られる護り屋で、鋼鉄の義手で銃弾を弾く中国武術の達人。元警視庁SATのメンバーで、殉職して戸籍の上では既に死亡したことになっている。自身の右腕と一人息子を失った事件のトラウマから、炎を目の当たりにすると右腕に激しい幻肢痛が走る。
古村を追いこんだ護の過激な行動を制止すべく、巽の依頼によって角鳳会のアジトに現れ、護と互角の戦いを繰り広げた。その後は源田と共に盗まれた義手の行方を追跡し、エジー・トゥルスを倒し義手の奪還に成功した。
アナ・リドル
雁人のパートナーの少女。護り屋へ仕事を依頼するには、喫茶店「Tea room セイレーン」においてアナの出すなぞなぞに正解しなければならない。巽からしばしば依頼を受けているが、なぞなぞに全く答えられないことから巽に対する儀式は省略されている。夏休み明けに「北神アナ」と名乗って遥と共に藍東学園に転入し、遥の護衛に当たっている。
沢渡 啓之（さわたり けいすけ）
藍空医科大学の医師。長きに亘って雁人の義手を開発・提供している。開発中だった雁人用の最新義手を強奪者に奪われ、雁人と源田に義手の奪回を依頼した。

### 藍東学園
『JESUS 砂塵航路』の舞台となっている、東京都藍空市の中高一貫の学園。
ジーザス / 藤沢 真吾（ふじさわ しんご）
『JESUS 砂塵航路』の主人公。裏社会において伝説の存在となっている殺し屋で、藤沢真吾という名前を名乗って藍東学園高等部に教師として勤務している。その実力は「伝説や逸話といった生温いレベルじゃない」と護が語るほど高い。古武術を学んだことはないが、長い戦いの経験から、古武術の奥義に通じる技法を自然と身に着けている。
かつて中東のカダス共和国で教師をしていた。3年前、TPCによってカダスからさらわれた教え子の情報を求めてチェチェン共和国のTPC部隊を狙っていた時に、TPC部隊の壊滅任務に就いていた護と交戦し、後に共闘した。「キングの遺産」にまつわる様々な陰謀の防壁として、エレメンツ・ネットワークを始めとする様々な裏社会の勢力を藍東学園に呼びこんでいた。
24を壊滅させた後は藍東学園を去り、重傷の体を癒すため国内の山中に潜伏した後、デュハナに潜入し活動している。遥たちの勝利によってガルボアでのダンテ313施設が破棄される目途が立つと新たな戦場へと旅立つ。遥の結婚式では狙撃による慮外者の排除を行いアッシュには式に出席するよう促していた。
アッシュ / 真奈美・アシュフォード（まなみ・アシュフォード）
日本の巨大秘密組織「24」の狙撃手。白人の少女で、生徒として学園に潜入している。旧24の名狙撃手だった御堂真奈美の弟子で、御堂をその蔑称である「虎」の渾名で呼ばれると激高する。実力不足でトランプとの戦いに参加することができず、ゼルムにトランプの戦いの「見届け人」となるよう言い含められていた。
24壊滅後、遥らのデュハナ潜入部隊の一員に加わっている。
カイザ / 海江田 丈二（かいえだ じょうじ）
「24」の秘密精鋭部隊「夜魔部隊（ナイトゴーンツ）」の小隊長。大柄な体格で髪型はモヒカン。音楽教師として学園に潜入している。無音殺人術に長けており、トランプを始めとする敵勢力の排除に積極的に関わっていた。
ラギ / 羅木 ナオミ（らぎ ナオミ）
「夜魔部隊」の狙撃手。褐色の肌を持つ女性。英語教師として学園に潜入している。カイザと違って抗争に積極的に関わっておらず、トランプの宣戦布告も静観していた。24壊滅後、ワイズマンの配下となり護らと行動を共にしている。
劉 伊健（リウ・イーキン） / 伊藤 健介（いとう けんすけ）
藍東学園の保険医。一見して穏やかな外見をしているが、その正体は中華マフィア「龍門幇」の当主で、暗器や体術に優れた暗殺術の名手でもある。藍東学園を外敵から守るべく、ジーザスらと共闘していた。詳細は『闇のイージス』も参照。

### その他
ワイズマン / トーマス・ジェファーソン
元大学教授で「現代のモリアーティ」とも呼ばれる犯罪フィクサー。裏社会ではワイズマンという異名で知られ、表向きは犯罪研究家の老人を装っている。エジーに犯罪学を教え込んだ人物で、エジーの要請で4人の弟子と共に日本を訪れる。
護の背後にいるネットワークに興味を抱き、麻薬中毒者を用いた策略で護を絶体絶命の危機に陥れ、ネットワークへ揺さぶりをかけた。その後、角鳳会のアジトに古村らと潜伏していたところを護に急襲・制圧され、護から何らかの犯罪的な依頼を受け、半年後の接触を約束して表舞台から姿を消した。藍東学園での一連の戦闘が終結した後、再び護の前に姿を現しザシド・トゥルス暗殺計画の準備が整ったことを知らせ、護らと共にデュハナに潜入している。
20年ほど前に米軍によるガルボアへの戦力投入時に作戦計画の立案者として参加しており、その際にザシドに一杯喰わされたことがある。
DA（ディーエー）
ワイズマンの弟子のひとり。スーツに七三分けの髪型にメガネと、人ごみの中にいれば埋没してしまうほど個性がない。ワイズマンの指示で、ガルボア大統領であるリカルドと接触している。
遠山 みのり（とおやま みのり）
遥の祖母。遥が生まれた頃からウェディングドレス一式を1つずつ手作りしている。ファングに強襲された際に護と接触し、遥の置かれている状況を告げられた。最終話では遥の身内として狙われるが護り屋によって結婚式場まで護衛される。
土方 勝之進（ひじかた かつのしん）
護の祖父。両親を亡くした護にとって唯一の血縁者だったため引き取られた。直心影流の印可を受けた達人で護の最初の師となる。しかし、自身の年齢から教えきれぬと判断して旧知の剣術家であった真壁一志に護を託し、2年後に亡くなった。
稲葉 鉄舟（いなば てっしゅう）
護の知人。鹿島神流の使い手である老剣術家で、北海道の山奥で隠居生活を送っている。護の才能に惚れこんで門外不出の秘伝書を見せるなどし、その後も護の訪問に応じて修業の場を提供している。源田、巽の師でもある。かつては不敗の剣豪として名を馳せていたという。
弟子にとったセリーナと共に遥たちの元を訪れ、デュハナ出発までの間、セリーナと千治に修業をつけた。
真壁 一志（まかべ かずし）
剣術・真壁派一刀流の師範で護の師匠。護の祖父・勝之進の旧知だった。有り余る才能を持ちながらあらゆる努力・工夫を惜しまない護を、自分の後継者として非常に目をかけていた。護の剣士としてのさらなる成長を見込んで命懸けの闇稽古を課し、護の剣に斃れ命を落とした。稲葉によると実戦派の最右翼だったという。
平泉（ひらいずみ）
角鳳会会長。初回の護の襲撃により負傷し、その後は古村が組の実権を握ったこともあって身を潜めていたが、千治の手引きにより護から再び襲撃を受け、組の解散に追い込まれた。
玉川 千治（たまがわ せんじ）
角鳳会の客分。長髪に三つ揃えのスーツと言う派手な身なりとは裏腹に義侠を重んじる昔気質のヤクザで、口の左端から切り上げられたような傷痕がある。銃撃戦で弾丸に当たったことが無いという強運の持ち主で、我流ながら日本刀の扱いの心得もある。
古村が組長代行となって以降暴走する角鳳会が、日本中の暴力団から狙われる事態に陥ることを懸念し、組事務所を襲撃に来た護へ古村を制止するよう依頼し、アジトへの襲撃に協力。以来、自らが関与していないとはいえ角鳳会が遥の両親を殺害してしまった償いとして、護と遥に積極的に助力するようになった。藍東学園における一連の戦いが終結した後は、護の要請でワイズマンの付き人をこなし、その後遥らのデュハナ潜入部隊の一員に加わっている。
かつては稲葉の弟子だったが、3年ほど修行した後に自分の剣の腕を試してみたくなり出奔、再会した際には稲葉に破門を言い渡されているが、エランと共に修業を付けられる。
橿原 十蔵（かしはら じゅうぞう）
新宿の雑居ビルに見せかけたアジトの屋上にあるバー「ネスト・オブ・ギース」のオーナーで、「オールドギース」の異名をとる日本最高の情報屋。ジーザスの古くからの協力者。『JESUS 砂塵航路』をはじめ、ジーザスの登場する作品全てに登場する。
オリオン
チェチェン共和国に展開していたTPC部隊「猟犬座」の隊長。冷酷かつサディスティックな性格で、標的を取り囲んで少しずつ追い詰める戦法を得意とする。視力を失った護を嬲り殺しにしようと一対一の対決を挑んだが、水鴎流の技を受けて敗れ、TPCの情報を聞き出そうとしたジーザスに連れ去られていった。『JESUS 砂塵航路』でその後の死亡が確認されている。
ルナ
「猟犬座」副隊長。女性。かつてTPCに誘拐された子供で、臓器のドナーとして売れ残ったため兵士として教育された。チェチェンの出身で、妹・エレナがTPCに捕まったことで部隊を裏切り捕らえられた護に協力。強化兵との戦闘で重傷を負い、フェッターの禁断症状に苦しむ前にとどめを刺してくれるよう護に頼んでいたところへ榴弾で狙撃された。榴弾により半身を吹き飛ばされてなおフェッターの禁断症状に苦しみ、フェッターを求める姿を見かねた護は「その必要をなくしてやる」と告げその手にかけた。また護が盲目となったのは、その榴弾の巻き添えとなったためである。
水沢 通（みずさわ とおる）
スポーツ紙などに寄稿しているライター兼ジャーナリスト。実は女性で、ライターとしてのペンネーム。収入確保のために書く記事を切っ掛けに護に興味を持ち取材を始め、源田にアポをとる。かなり綿密かつ正確な取材を行い、護の半生を書いた本を出したいと言っているが、そのことから護たちを狙う賞金稼ぎに目を付けられる。

## 用語・設定

### 武器・道具
断罪（だんざい）
護が常に携帯している仕込み杖。ネットワークの一員である刀鍛冶が護専用に打った日本刀に、同じくネットワークの一員から提供された複数の最先端技術を応用。刃を単分子レベルまで薄くし、更に刀身に低摩擦コーティングを施している。そのため、理論上はあらゆる物体を切断することができる。
見た目は一般的な視覚障害者用の白杖となっている。杖（鞘）は硬質樹脂で出来ており、その先端にはサングラスと同様の超音波を発生させる装置が組み込まれている。鞘は折り畳めるようにもなっている。普段は刀に対してロックがかかっており、抜刀する時はそれを解除するため、通常の刀のように「鯉口を切る」動作は不要。
反りのない直刀で、携帯性を重視した造りになっているため身巾は薄く、日本刀としては脆弱なものとなっていて作中では何度か折れている。また標的に対して真っ直ぐに打ち込まなければ、刃の単分子層が摩耗し切れ味が鈍る。指令車などに予備が数本常備されており、時折補充される。
サングラス
護が常に身に着けている、井川が製作したサングラス型の特製デバイス。周囲に超音波を発し、その反響を受信することで物体の輪郭を解析、そのデータを映像として網膜に投影する。そのため、光の強弱を問わずに物体の姿を捉えることができ、姿の見えない敵を視認することもできる。反面、反響のおかしい場所・物体を正確に捉えることができないため、健常人なら難なく見えるものが視認できない場合がある。
サングラス単体でも反響の分析は可能だが、より高度な解析には井川の協力が不可欠となる。建物内部等で井川との距離が離れてしまう場合は、ナイフ型の中継器を使用する。
リンクしたPCを介して画像や動画なども見ることができる。マイクと骨伝導スピーカー（初期は通常のイヤホン）が内蔵されており、通信も行える。他にも、映像の拡大・縮小や、集音、反響データの登録による個人認識などの機能も備え、これらの機能は音声入力でコントロールされている。
発声器（ラウドヘイラー）
錠剤型の化学薬品で、ばら撒くと徐々に揮発しながら超音波を発する。サングラスによる反響・受信を補助する。
指令車
井川の運転するワンボックスタイプのライトバンで、護のサングラスの補助を行う機器を搭載しており、車体の後部はオペレータールームのようになっている。
井川が「ちょっとした装甲車」と評する性能を持ち、形状記憶塗料を塗布してあるため銃撃を受けても小一時間で元に戻る。物体を射出するカタパルトや、電磁波を放出して周囲の電子機器を狂わせる装置、車体のカラーリングを変更したりする等、様々な機能を搭載している。ウニモグが登場して以降は張り込みに使われることが多い。
ウニモグ
的場組長の退院の監視時に投入される予定だった、新しいサポート用の指令車。後に追い込まれた護を助けるために投入された。
指令車同様、オリジナルから様々な改良が施されており、グレネードランチャーや音響兵器などの武器を搭載しているなど、指令車に比べてより戦闘向きになっている。
ベースが大型車であるため内部空間も広く、中にバイクを停めることも可能。井川によると車内泊も可能という。護が一旦離脱した後は、伊吹のブケファロスを搭載するためにこちらを多用している。
ブケファロス
伊吹の使用する特殊電動バイク。銃撃を物ともしない堅牢なボディとトラック並の出力を誇り、タイヤにはウレタンが詰められているためパンクしない。メーター類は装備されておらず、速度等のデータはヘルメットの風防に表示される。
モーターが前後の車輪それぞれに内蔵されている。そのため、タイヤを前後任意の方向に回転させることができるのみならず、前輪と後輪を別々に駆動させることも可能で、後退やその場でのジャンプ、ビルとビルの間を壁伝いに垂直に昇るといった、通常のバイクでは不可能な挙動を実現できる。車高を上げる機能もあり、トライアルバイクのような用途にも使えるが運用環境の極端な変化に際しては細かな調整が必要。またスタンガンのように電撃を与えて相手を制圧する機能や車体下部にウォーターカッター装備されている。このように非常に高性能ではあるが、動力源が電気（燃料電池とバッテリー）であるため、普通のバイクに比べて稼働時間は非常に短い。
名前の由来はアレキサンダー大王の愛馬・ブケファロス。
ビースト
ファングの使用する無人機。米陸軍が対テロリスト用に試作した物で、端末によって遠隔操作され、ローターを用いて飛行する。高性能サウンドキャンセラーを備えているため無音飛行が可能で、標的に音もなく接近し、ローターによって敵を切り裂く。仮に接近に気づかれたとしても、小銃の徹甲弾を弾くほどの装甲で覆われているため、進行を止めるのは難しい。また、連射は遅いが銃も搭載している。
5機が製作されたが、アフリカでの実験投入時に全て消失してしまい、その後制御ソフトの不備と予算オーバーのため開発が中止された。強奪者によって自動操縦機能を搭載されるなど改良され、ファングに与えられた。
また米海兵隊も、上陸支援を目的とした同系機「ラプター」を開発・実験している。
フェッター
TPCの前線部隊の兵士に投与される薬剤。痛みを感じなくさせる効果があるが、モルヒネの300倍もの禁断症状を持つことから主に裏切りの防止に用いられており、拘束鎖になぞらえてフェッターと呼ばれている。護はこの効果を目の当たりにし、TPCに対して強い敵愾心を抱くきっかけにもなった。
名無し（ノー・バディ）
藍空医科大学沢渡研究室で開発された新型筋電義手の試作品。強奪者に盗まれ、ジーニからエジーの手に渡る。
基本的には雁人が使用している義手「ミネルヴァ」の改良型だが、試験的に「イージス・システム」を搭載している。このシステムは雁人の弾道を見切って防ぐ能力を模倣したもので、敵の射撃に対して自動的に迎撃する機能を持つ。

### 組織・勢力
角鳳会（かくほうかい）
近大組系の暴力団。戦前から存在する組で武闘派を自称しているが、現在は経済ヤクザとなっている。エクソリッド社の子飼いとして活動していたが、若頭の古村が組長代行となったのに伴って強奪者と提携。しかしネットワークとの対立から身を守ろうとした古村が警察に自首し、更に平泉組長が護に追い込まれたことによって解散した。
TPC
トランスプラントコネクション、その頭文字を取ってTPCと呼ばれる。世界中の権力者を延命させるために生まれた非合法臓器売買ネットワークで、政情が不安定な国々から子供を誘拐して臓器のドナーとするだけでなく、子供を様々な形で売買したり非合法活動要員として育成したりしている。『JESUS 砂塵航路』においてジーザスの最大の標的となっている組織である。
強化兵
特殊な身体改造を受けたTPCの工作要員。全身をセラミックの人工骨で強化され、防具を埋め込まれて急所をカバーされているだけでなく、投薬によって痛覚を遮断され身体能力も強化されている。洗脳と投薬によって本来の人格は消去され、命令されるままに破壊活動を行う。
ダンテ313
拉致した女性に人工授精を施し、出産された子供を臓器として売り出す、TPCの極秘計画。ジーザスによって各国の支部・提携組織を潰されたことで子供の誘拐に支障が生じ、組織の方針転換の結果として立案された。将来的には「クローニング」による技術確立も視野に入れており、そのためのテストケースとしてデュハナに非合法研究施設となる最初の「工場」が形成されつつある。ワイズマンによれば技術が完成すれば犠牲者のことなどおくびにも出さず、適当なカバーストーリーをでっち上げて大々的に売り出されるとのこと。
クローニングはトゥルス一族から提供を受けた試験体が作られ、手足を失っていたエジーに移植されたが技術的には未完成であり、適切な時間をかけず急成長させた細胞は一定の期間を過ぎると急速に老化するというデメリットがある。

24（トゥエンティーフォー）
日本の巨大秘密組織。「キングの遺産」を狙ってジーザスらと戦いを繰り広げている。護やジーザスらによって壊滅させられた。詳細は『JESUS 砂塵航路』を参照。
龍門幇（ドラゴンゲート）
中国黒社会最大の組織。詳細は『JESUS 砂塵航路』ならびに『闇のイージス』を参照。

## 書誌情報
- 原作：たかしげ宙、作画：DOUBLE-S 『死がふたりを分かつまで』 スクウェア・エニックス〈ヤングガンガンコミックス〉、全26巻
  1. 2005年12月24日発売 ISBN 4-7575-1594-4
  2. 2006年6月24日発売 ISBN 4-7575-1685-1
  3. 2006年10月25日発売 ISBN 4-7575-1802-1
  4. 2007年2月23日発売 ISBN 978-4-7575-1954-1
  5. 2007年6月25日発売 ISBN 978-4-7575-2030-1
  6. 2007年10月25日発売 ISBN 978-4-7575-2150-6
  7. 2008年5月24日発売 ISBN 978-4-7575-2280-0
  8. 2008年11月25日発売 ISBN 978-4-7575-2431-6
  9. 2009年3月25日発売 ISBN 978-4-7575-2515-3
  10. 2009年9月25日発売 ISBN 978-4-7575-2684-6
  11. 2010年2月27日発売 ISBN 978-4-7575-2810-9
  12. 2010年6月25日発売 ISBN 978-4-7575-2912-0
  13. 2010年11月25日発売 ISBN 978-4-7575-3036-2
  14. 2011年3月25日発売 ISBN 978-4-7575-3172-7
  15. 2011年7月25日発売 ISBN 978-4-7575-3296-0
  16. 2012年1月25日発売 ISBN 978-4-7575-3485-8
  17. 2012年4月25日発売 ISBN 978-4-7575-3573-2
  18. 2012年9月25日発売 ISBN 978-4-7575-3739-2
  19. 2013年1月25日発売 ISBN 978-4-7575-3864-1
  20. 2013年5月25日発売 ISBN 978-4-7575-3975-4
  21. 2013年9月25日発売 ISBN 978-4-7575-4082-8
  22. 2014年1月25日発売 ISBN 978-4-7575-4210-5
  23. 2014年6月25日発売 ISBN 978-4-7575-4341-6
  24. 2014年11月25日発売 ISBN 978-4-7575-4477-2
  25. 2015年7月25日発売 ISBN 978-4-7575-4622-6
  26. 2016年2月25日発売 ISBN 978-4-7575-4892-3